# ゴウォンプキ

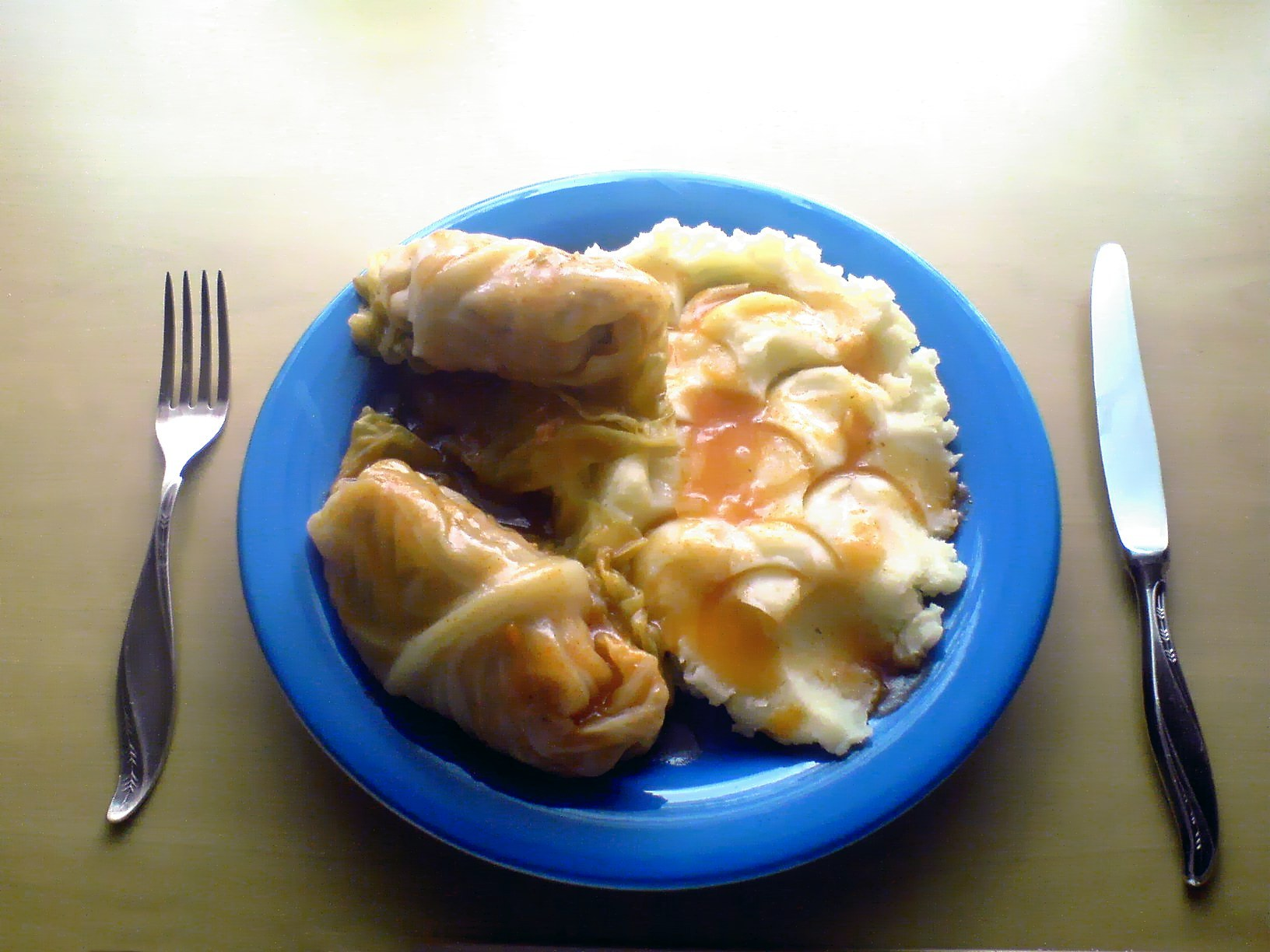
ゴウォンプキとマッシュポテト

ゴウォンプキ(波: Gołąbki)は、ポーランドの伝統的なロールキャベツの一種である。
軽く茹でたキャベツの葉で豚肉または牛肉の挽肉、みじん切りのタマネギ、米または大麦を包み、キャセロールで焼き、トマトソースかキノコのソースをかける。
ゴウォンプキは「ハト」を意味するgołąbekの複数形である。これは、ロールした後の形を表しているもので、鳩肉が使われている訳ではない。
ゴウォンプキには、リトアニア大公でポーランド王のカジミェシュ4世が、1465年頃にマルボルク城外で行われた、ドイツ騎士団に対する十三年戦争における重要な戦いの前に、兵士にゴウォンプキを食べさせたという伝説がある。ポーランドの伝承では、ドイツ騎士団に対する勝利の要因は、ポーランドとプロシアの兵士に与えられたゴウォンプキに含まれる肉によるものだと言われている。城はこの戦いでは征服されなかったが、後に陥落した。
ゴウォンプキは、golumpki、golabki、golumpkies、golumpkis、gwumpki等とも表記される。ヨーロッパの同様の料理には、スロバキアのholubky、ハンガリーのtoltott kaposzta、ウクライナのholubtsi、ロシアのgolubtsy、リトアニアのbaland?liai、ドイツのkohlrouladen、トルコのsarma等がある。アメリカ合衆国へのスロバキア移民は、この料理を"pigs in a blanket"またはhalupkiと呼んだ。
ユダヤでは、この料理はポーランド・リトアニア共和国とドイツに由来しており、holishkes（イディッシュ語）と呼ばれ、仮庵の祭りで食べられる。
スウェーデンでは、この料理は恐らくトルコから伝わってkaldolmarと呼ばれており、伝統的にリンゴンベリー・ジャム、コンソメスープとともに食べられる。
アメリカ合衆国のドラマ『THE KILLING～闇に眠る美少女』の"Reflections"というエピソードでは、テリーおばさんが子供達のためにゴウォンプキを作る様子が描かれている。